# Jaime Fernandez
Jaime Francisco Fernandez (født 4. april 1971 i Melbourne) er en australsk tidligere roer.
I sin karriere roede Fernandez primært otter, og det var også i denne bådtype, han første gang var med til OL for Australien. I 1992 i Barcelona var han med til at blive nummer fem, og fire år senere i Atlanta blev det til en sjetteplads.
OL 2000 i Sydney blev hans sidste internationale konkurrence, og her havde australierne bedste tid i indledende heat. I finalen måtte de bøje sig for Storbritannien, der vandt guld, knap et sekund foran australierne på andenpladsen, mens Kroatien tog bronzemedaljerne. Resten af den australske båd bestod af Christian Ryan, Nick Porzig, Rob Jahrling, Mike McKay, Stuart Welch, Alastair Gordon, Daniel Burke og styrmand Brett Hayman.

## OL-medaljer
- 2000:  Sølv i otter